# Точно по пладне
„Точно по пладне“ (на английски: High Noon) е американски игрален филм – драматичен уестърн, излязъл по екраните през 1952 година, режисиран от Фред Зинеман с участието на Гари Купър, Томас Мичел, Лойд Бриджис и Грейс Кели в главните роли.

## Сюжет
Сценарият, написан от Карл Форман, разказва историята за шерифа Уил Кейн (Купър), който е принуден да се изправи сам срещу опасна организирана банда. След като се оженва за красивата квакерка Ейми (Кели), Кейн възнамерява да се оттегли от тежката шерифска служба за да се отдаде на по-спокойни занимания. Разбирайки, че освободения престъпник Франк Милър ще се върне в града за да търси отмъщение, Кейн препасва отново пистолета но осъзнава, че никой от жителите не се наема да му помогне в неравния сблъсък.

## В ролите
| Актьор        | Роля                           |
| ------------- | ------------------------------ |
| Гари Купър    | шериф Уил Кейн                 |
| Томас Мичъл   | Джонас Хендерсън, кметът       |
| Лойд Бриджис  | Харви Пел, заместващ шериф     |
| Грейс Кели    | Ейми Кейн, съпруга на Уил Кейн |
| Кати Хурадо   | Хелън Рамирес                  |
| Ото Крюгер    | съдия Пърси Метрик             |
| Лон Чейни     | Мартин Хауи                    |
| Хари Морган   | Сам Фюлър                      |
| Йън Макдоналд | Франк Милър                    |
| Лий Ван Клийф | Джак Колби                     |
| Ев Макви      | Милдред Фюлър                  |
| Морган Фарли  | д-р Мейн                       |
| Хари Шанон    | Купър                          |
| Робърт Уилки  | Пиърс                          |
| Шеб Уули      | Бен Милър                      |

## Награди и номинации
„Точно по пладне“ е сред големите заглавия на 25-ата церемония по връчване на наградите „Оскар“, където е номиниран за отличието в 7 категории, включително за най-добър филм. Произведението печели 4 статуетки, в това число и втория „Оскар“ за най-добра мъжка роля за Гари Купър. През 1989 година, филмът е в първата група произведения, избрани като културно наследство за опазване в Националния филмов регистър към Библиотеката на Конгреса на САЩ.
Филмът е поставен от Американския филмов институт в някои категории както следва:
- АФИ 100 години... 100 филма – #33
- АФИ 100 години... 100 трилъра – #20
- АФИ 100 години... 100 герои и злодеи – Уил Кейн – герой #5
- АФИ 100 години... 100 филма (10-о юбилейно издание) – #27
- АФИ 10-те топ 10 – #2 Уестърн

- През 1989 година, филмът е избран като културно наследство за опазване в Националния филмов регистър към Библиотеката на Конгреса на САЩ.

## Любопитно
В този филм дебют в киното прави Лий Ван Клийф, който години по-късно ще изиграе легендарната роля на „лошия“ в шедьовъра на Серджо Леоне – „Добрият, лошият и злият“ (1966).